# Talataye
Talatayes est une commune malienne, située dans le département de la Nord'l, dans le nouvelle cercle de Talatayes, dans la nouvelle région de Ménaka.